# Thor von Ditten
Thor von Ditten, född 1860, död 1936, var en norsk diplomat.
Ditten var tillförordnad chef för det svensk-norska utrikesdepartementets handels- och konsulavdelning 1891-1900, och kabinettssekreterare 1900-03, samt svensk-norsk minister i Rom 1903-05. Ditten var därefter sysselsatt med upprättandet av det norska utrikesdepartementet, och i oktober 1905 norsk undertecknare av Karlstadsöverenskommelsen. Han var norsk minister i Berlin, tillika Wien 1906-20, 1906-16 även i Rom.